# Wilhelm Luzian Höffe
Wilhelm Luzian Höffe (* 7. Januar 1915 in Ratibor, Oberschlesien; † 1991) war ein deutscher Sprechwissenschaftler, -pädagoge, Didaktiker und Sachbuchautor.

## Leben und Beruf
Sein Vater Josef Höffe war Lehrer. Wilhelm Luzian Höffe besuchte vier Jahre die Volksschule und das Städtische Gymnasium in Ratibor, danach das Hindenburg–Realgymnasium zu Oppeln. Die Reifeprüfung legte er zu Ostern 1934 ab. Zum Wintersemester 1934–1935 nahm er an der Martin-Luther-Universität Halle-Wittenberg das Studium der deutsche Philologie, Sprechkunde, Musikwissenschaft und Geschichte auf. 1937 wechselte er an die Universität Breslau. Nach dem am 13. April 1938 bestandenen Examen kehrte er nach Halle zurück und vertiefte dort seine Sonderstudien bei Richard Wittsack am Institut für Sprechkunde.
Wilhelm Luzian Höffe trat zum 1. November 1933 der Schutzstaffel bei und bekleidete im Jahr 1944 den Rang eines SS-Rottenführers (SS-Nummer 176.199). Am 18. Mai 1937 beantragte er die Aufnahme in die NSDAP und wurde rückwirkend zum 1. Mai desselben Jahres aufgenommen (Mitgliedsnummer 4.412.475).
In den Jahren 1938–1939 war er Sprecherzieher an der Hochschule für Lehrerbildung in Beuthen. Seit dem Sommersemester 1939 vertrat er an der Universität Breslau das Fach Sprechkunde und Sprecherziehung. Im Jahr 1954 habilitierte er an der Friedrich-Schiller-Universität Jena und seit 1959 lehrte er als Professor an der Pädagogischen Akademie Dortmund.
Er war Mitglied der Deutschen Gesellschaft für Sprechkunde und Sprecherziehung in Frankfurt am Main.
In den Jahren 1968–1991 schrieb er und gab gemeinsam mit Professor Hellmut Geissner die Bände 1 bis 7 der Reihe Sprache und Sprechen heraus.

## Schriften (Auswahl)
- Karl von Holtei als Dramenvorleser. Zur Stil- und Kulturgeschichte der deutschen Vortragskunst. Philologische Dissertation, Breslau 1939.
- Sprachlicher Ausdrucksgehalt und akustische Struktur – untersucht an einem hochdeutsch gelautetem Einwortsatz. Habilitationsschrift, Philosophische Fakultät, Friedrich-Schiller-Universität Jena, Jena 1954.
- Über bilaterale Beziehungen von Sprachmelodie und Lautstärke. In: Phonetica 1960, S. 129–159.
- Die Deutschstunde. Eine Einführung mit Beispielen. Aloys Henn Verlag, Ratingen 1963.
- Gesprochene Sprache. Gesammelte Beiträge zur Phonetik, Sprechkunde und Sprecherziehung. A. Henn Verlag, Ratingen 1965.
- Sprachlicher Ausdrucksgehalt und akustische Struktur. A. Henn Verlag, Ratingen 1966.
- Sprechgestaltende Interpretation von Dichtung in der Schule. A. Henn Verlag, Ratingen 1967.
- Hören-Verstehen-Formulieren. Experimentelle Untersuchungen zur sprechlichen Kommunikation. A. Henn Verlag, Wuppertal 1968.
- mit Gerhard Illger: Sankt Barbara und die Oberschlesier. Oberschlesischer Heimatverlag, Augsburg 1968.
- als Hrsg.: Sprachpädagogik, Literaturpädagogik. Festschrift für Hans Schorer. Diesterweg Verlag, Frankfurt am Main 1969.
- als Hrsg.: Sprechwissenschaft und Kommunikation. Festschrift für Prof. Dr. Christian Winkler. A. Henn Verlag, Ratingen 1972.
- als Hrsg.: Ästhetische und rhetorische Kommunikation. Festschrift für Irmgard Weithase. A. Henn Verlag, Kastellaun 1973, ISBN 3-450-07902-6.
- Gesprochene Dichtung, heute? Zur Theorie und Praxis ästhetischen Kommunikation. A. Henn Verlag, Kastellaun 1979, ISBN 3-450-07945-X.

### Mitwirkung
- mit Eberhard Ockel: Sprechwissenschaft und Deutschdidaktik. Festschrift für Prof. Dr. Wilhelm Höffe. Aloys Henn Verlag, Kastellaun 1977, ISBN 3-450-14900-8.
- mit Hellmut Geißner: Sprache und Sprechen. Bd. 1–7, 1968–1991.